# Меїр Блінкен
Меїр Блінкен (народжений Меєр Блінкін; 1879, Переяслав — 1915) — американський єврейський письменник, який народився на території України в колишній Російській імперії, і опублікував близько 50 художніх та наукових праць на їдиші у 1904—1915 роках. Прадід нинішнього Державного секретаря США Ентоні Блінкена.

## Життя та кар'єра
Блінкен народився в 1879 році в Переяславі, родина мала прізвище Блінкін. Навчався в релігійній єврейській початковій школі.
Став сиротою у 8 років, майже одночасно, у молодому віці, померли його батько, Янкель, та дядя Кельман. Потрапив до Києва, де здобув комерційну освіту.
У січні 1898 року Меїр Блинкін взяв шлюб із 20-річною Ханне-Махле Туровською, дочкою хлібороба із села Варовичі під Києвом. Весілля зіграли в Хоральній синагозі на Подолі в Києві. У 1900 році народився первісток — Моїсей (у єврейському варіанті імені — Моше), потім сини Соломон, Яків-Гірш та Віктор (останній помер двомісячним).
У 1904 році у віці 25 років Блінкін разом з одним із синів переїхав до Америки, де в судових паперах на теплоході, яким він діставався Нью-Йорка, його прізвище записали як Блінкен (англ. Blinken). Родина здійснила подорож із пересадками через Гамбург та Ліверпуль із найдешевшими квитками, тобто мала весь час перебувати не в каютах, а на палубі. Рідним містом (і це зафіксовано у документах) вони назвали Київ.
У 1906 році до Меїра переїхала дружина Ханна з рештою дітей, у Нью-Йорку у Блінкіних народиться ще одна дитина.
Протягом наступних 10 років заробляв на життя роботою, яка включала столярні роботи та володіння масажним бізнесом, і водночас опублікував близько 50 художніх та наукових праць. У 1908 році Блінкен опублікував книгу «Вайбер», яка є однією з найдавніших книг мовою їдиш, де явно йдеться про жіночу сексуальність, і, можливо, першою книгою письменника їдиш в Америці, яка взагалі стосується сексуальності[джерело?].
Річард Елман прокоментував ці теми в огляді творчості Блінкена у 1980-х роках, написавши в The New York Times, що серед спільноти авторів, які писали для переважно жіночої літературної аудиторії художню літературу мовою їдиш, Блінкін «був одним з небагатьох, хто вирішив показати з емпатією точку зору жінки в акті любові чи гріха». Спеціалістка з літератури на їдиш Рут Вісс писала, що Блінкен був надзвичайно популярним серед власного покоління американців, що розмовляли на їдиш, але його колишня слава згасла після його смерті. Емануель С. Голдсміт характеризував Блінкена як частину покоління письменників на їдиш в Америці, які розробили нову форму літератури на їдиш. Як Голдсміт, так і Елман підкреслили, що головним спадком роботи Блінкена було те, що він яскраво відтворив атмосферу та характери ранньої єврейської діаспори в Нью-Йорку.
Меїр Блінкен помер у 1915 році, у віці 38 років, від церебрального абсцесу, викликаного хронічним захворюванням і менінгітом. Його поховали в Бронксі.
Діти Меїра одружилися з єврейськими дівчатами й поміняли імена: Соломон став Семом, Мойсей — Морісом та писав своє ім'я на французький манер, Maurice. Двоє онуків Блінкена, Алан Блінкен і Дональд Блінкен, служили послами США в Бельгії та Угорщині відповідно. Син Дональда Ентоні (правнук Меїра) став Державним секретарем США в адміністрації президента США Джозефа Байдена.
Деякі зібрані твори Блінкена опублікувало видавництво Державного університету Нью-Йорка в 1984 р. і були включені в інші збірники літератури їдиш у столітті після його смерті.